# Saint-Gabriel-Brécy
Saint-Gabriel-Brécy és un municipi francès situat al departament de Calvados i a la regió de Normandia. L'any 2007 tenia 300 habitants.

## Demografia

### Població
El 2007 la població de fet de Saint-Gabriel-Brécy era de 300 persones. Hi havia 104 famílies de les quals 28 eren unipersonals (12 homes vivint sols i 16 dones vivint soles), 32 parelles sense fills, 40 parelles amb fills i 4 famílies monoparentals amb fills.
La població ha evolucionat segons el següent gràfic:
Habitants censats

### Habitatges
El 2007 hi havia 123 habitatges, 102 eren l'habitatge principal de la família, 19 eren segones residències i 2 estaven desocupats. 119 eren cases i 3 eren apartaments. Dels 102 habitatges principals, 68 estaven ocupats pels seus propietaris, 30 estaven llogats i ocupats pels llogaters i 4 estaven cedits a títol gratuït; 1 tenia una cambra, 4 en tenien dues, 15 en tenien tres, 20 en tenien quatre i 62 en tenien cinc o més. 74 habitatges disposaven pel capbaix d'una plaça de pàrquing. A 46 habitatges hi havia un automòbil i a 47 n'hi havia dos o més.

### Piràmide de població
La piràmide de població per edats i sexe el 2009 era:
| Homes | Edats   | Dones |
| ----- | ------- | ----- |
| 0     | 95 o +  | 0     |
| 0     | 90 a 94 | 0     |
| 0     | 85 a 89 | 0     |
| 0     | 80 a 84 | 4     |
| 4     | 75 a 79 | 0     |
| 8     | 70 a 74 | 0     |
| 0     | 65 a 69 | 16    |
| 4     | 60 a 64 | 0     |
| 8     | 55 a 59 | 8     |
| 8     | 50 a 54 | 4     |
| 16    | 45 a 49 | 16    |
| 8     | 40 a 44 | 4     |
| 12    | 35 a 39 | 4     |
| 12    | 30 a 34 | 24    |
| 8     | 25 a 29 | 4     |
| 4     | 20 a 24 | 4     |
| 20    | 15 a 19 | 0     |
| 8     | 10 a 14 | 0     |
| 8     | 5 a 9   | 12    |
| 4     | 0 a 4   | 12    |

## Economia
El 2007 la població en edat de treballar era de 218 persones, 129 eren actives i 89 eren inactives. De les 129 persones actives 116 estaven ocupades (63 homes i 53 dones) i 14 estaven aturades (9 homes i 5 dones). De les 89 persones inactives 16 estaven jubilades, 61 estaven estudiant i 12 estaven classificades com a «altres inactius».

### Ingressos
El 2009 a Saint-Gabriel-Brécy hi havia 96 unitats fiscals que integraven 244 persones, la mediana anual d'ingressos fiscals per persona era de 19.178 €.

### Activitats econòmiques
Dels 9 establiments que hi havia el 2007, 2 eren d'empreses de construcció, 2 d'empreses d'hostatgeria i restauració, 2 d'empreses immobiliàries i 3 d'empreses de serveis.
Dels 3 establiments de servei als particulars que hi havia el 2009, 1 era un paleta, 1 fusteria i 1 restaurant.
L'any 2000 a Saint-Gabriel-Brécy hi havia 5 explotacions agrícoles que ocupaven un total de 860 hectàrees.

## Poblacions més properes
El següent diagrama mostra les poblacions més properes.